# اليكسي بتروف
اليكسي بتروف (بالروسية: Петров, Алексей Владимирович)‏ هو لاعب هوكي الجليد روسي، ولد في 1 فبراير 1983 في أوختا في روسيا.

## وصلات خارجية
- اليكسي بتروف على موقع دوري الهوكي للقارات (الإنجليزية)
- اليكسي بتروف على موقع EliteProspects.com (الإنجليزية)
- اليكسي بتروف على موقع HockeyDB.com (الإنجليزية)